# قودية (السبرة)

تعديل مصدري - تعديل

قودية محلة تابعة لقرية الضلاع، التابعة لعزلة المساعدة بمديرية السبرة إحدى مديريات محافظة إب في الجمهورية اليمنية.، بلغ تعداد سكانها 112 حسب تعداد اليمن لعام 2004.